# Polyplax gracilis
Polyplax gracilis är en insektsart som beskrevs av Fahrenholz 1910. Polyplax gracilis ingår i släktet Polyplax och familjen ledlöss. Inga underarter finns listade i Catalogue of Life.